# Simón Bolívar Sánchez
Simón Bolívar Sánchez Carrión (Olmedo, 24 de diciembre de 1971) es un arzobispo, canonista y diplomático católico ecuatoriano, nuncio apostólico en Honduras, desde 2024.

## Biografía
Nació el 24 de diciembre de 1971, en el cantón ecuatoriano de Olmedo. Hijo primogénito de Nelson Sánchez y Rosario Carrión.
Realizó su formación primaria en el «Colegio Cristóbal Colón», y la secundaria en el «Colegio Mons. Alberto Zambrano Palacios» de Olmedo, y en el Instituto Superior Pedagógico de Loja.
Cursó sus estudios eclesiásticos en la Universidad de Navarra, siendo alumno del Seminario Bidasoa, donde obtuvo las licenciaturas en Estudios Eclesiásticos y en Derecho canónico.
En el 2000, obtuvo una especialización en Jurisprudencia Canónica, enfocándose en Funciones de Gobierno y Administración Eclesiástica.
En 2003, fue enviado a la Academia Pontificia Eclesiástica, donde cursó estudios en diplomacia eclesiástica y Derecho internacional. Tras realizar estudios en la Pontificia Universidad de la Santa Cruz, obtuvo un doctorado en Derecho canónico en 2006.
Además de su español nativo, domina el inglés, italiano, portugués y francés.

### Sacerdocio
Su ordenación sacerdotal fue el 13 de septiembre de 1995, en la Catedral de Loja, a manos del obispo Hugolino Cerasuolo Stacey OFM; incardinándose en la diócesis de Loja.
Como sacerdote desempeñó los siguientes ministerios:
- Secretario y canciller de la curia diocesana, vicario judicial adjunto y profesor en el Seminario Mayor de Loja (2000-2003).[3]
- Vicario parroquial de Cristo Sacerdote, en Motupe (2002-2003).
- Vicario cooperador de El Valle.

#### Diplomacia
Ingresó al servicio diplomático de la Santa Sede el 1 de julio de 2006. Trabajó hasta 2009 como secretario de la delegación apostólica de las Antillas y en la nunciatura en Trinidad y Tobago. De 2009 a 2011 fue II secretario de la nunciatura de Bolivia, ocupó el cargo de secretario de I Clase en la nunciatura de Turquía y Turkmenistán de 2011 a 2013.
Trabajó como consejero de II Clase en la nunciatura de Malta y Libia (2013-2018), consejero de I Clase de la nunciatura en Uruguay (2018-2022), y como consejero de la nunciatura en Serbia (2022-2024).
El 7 de julio de 2009, el papa Benedicto XVI le concedió dignidad de Capellán de Su Santidad, que lleva anexo el tratamiento de monseñor. El 13 de diciembre de 2019, el papa Francisco le otorgó el título de Prelado de honor de Su Santidad.

### Episcopado
El 15 de octubre de 2024, el papa Francisco lo nombró arzobispo titular de Rosella y nuncio apostólico en Honduras. Este nombramiento marca un hecho histórico y significativo, siendo la primera vez que un ecuatoriano es nombrado representante pontificio.
Fue consagrado el 11 de enero de 2025, en la Catedral de Loja, a manos del arzobispo Luciano Russo.